# Élections législatives koweïtiennes de 2023
Les élections législatives koweïtiennes de 2023 ont lieu le 6 juin 2023 afin de renouveler une partie des membres de l’Assemblée nationale du Koweït. 
Le scrutin est organisé moins d'un an après les précédentes élections, qui avaient vu la victoire de l'opposition avant d'être annulées courant mars 2023 par la Cour constitutionnelle.
L'opposition sort finalement renforcée du scrutin avec 29 sièges sur 50, dont 12 de partis islamistes. La position de force de l'opposition amène l'un de ses membres à prononcer un discours début février 2024 dans lequel il répond directement aux critiques du discours inaugural du nouvel émir, Mechaal al-Ahmad al-Jaber al-Sabah. Considéré comme un affront envers ce dernier, l'évènement provoque la dissolution de la nouvelle assemblée et la tenue de nouvelles élections début 2024

## Contexte

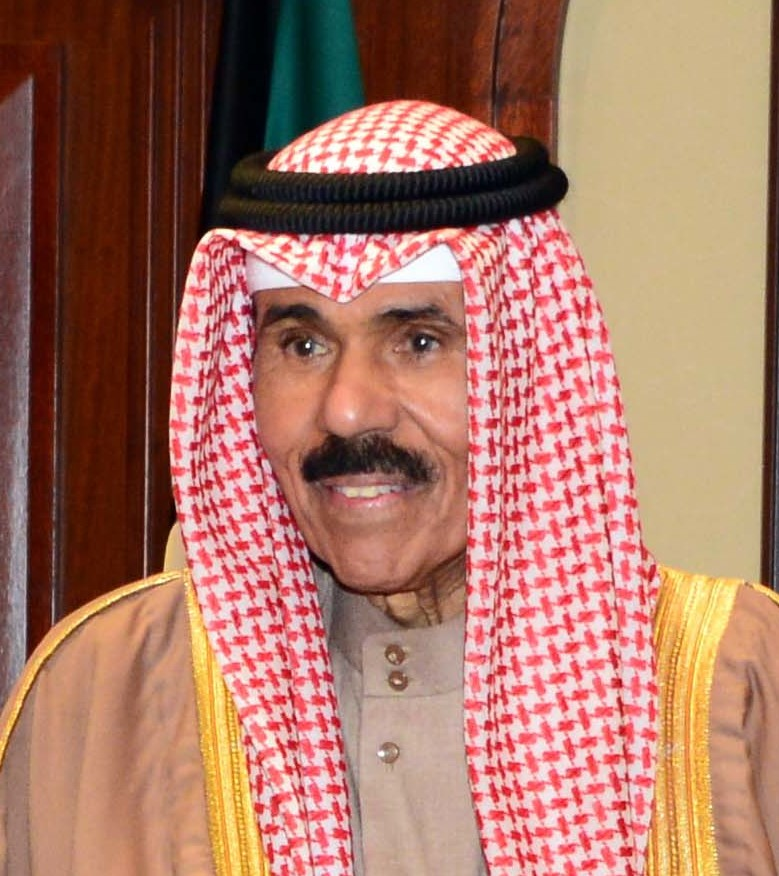
L'émir Nawaf al-Ahmad al-Jaber al-Sabah.

Le Koweït est soumis depuis plusieurs années à une importante instabilité gouvernementale qui amène l'émir Nawaf al-Ahmad al-Jaber al-Sabah à dissoudre l'Assemblée nationale en juin 2022, provoquant des élections anticipées deux ans avant la date prévue. Les gouvernements successifs se retrouvent notamment incapables de mener à bien un important projet de réformes visant à diversifier l'économie — encore largement basée sur les ressources en pétrole — qu'ils reportent à plusieurs reprises,.
L'Assemblée nationale koweïtienne a pour particularité de figurer parmi les parlements des monarchies du Golfe dotés des pouvoirs les plus importants, la plupart des pays voisins demeurant en 2023 des monarchies absolues munies de parlement dépourvu de réels pouvoirs. Les députés koweïtiens entretiennent au contraire une tradition de contrôle des actions du gouvernement en termes de dépenses des fonds publics. L'assemblée a ainsi par le passé mis en cause plusieurs ministres membres de la famille royale accusés de mauvaise gestion ou de corruption, dont le Premier ministre Sabah al-Khaled al-Sabah. Les élections de 2022 interviennent ainsi en conséquence directe de sa mise en cause en avril 2022, celui-ci présentant la démission de son gouvernement peu avant de devoir être questionné par l'assemblée. Il est remplacé dans l'intervalle par Ahmad Nawaf al-Ahmad al-Sabah,,. La promesse d'une absence d’ingérence des autorités dans le déroulement des élections amène plusieurs partis d'opposition à mettre fin à leurs appels au boycott.

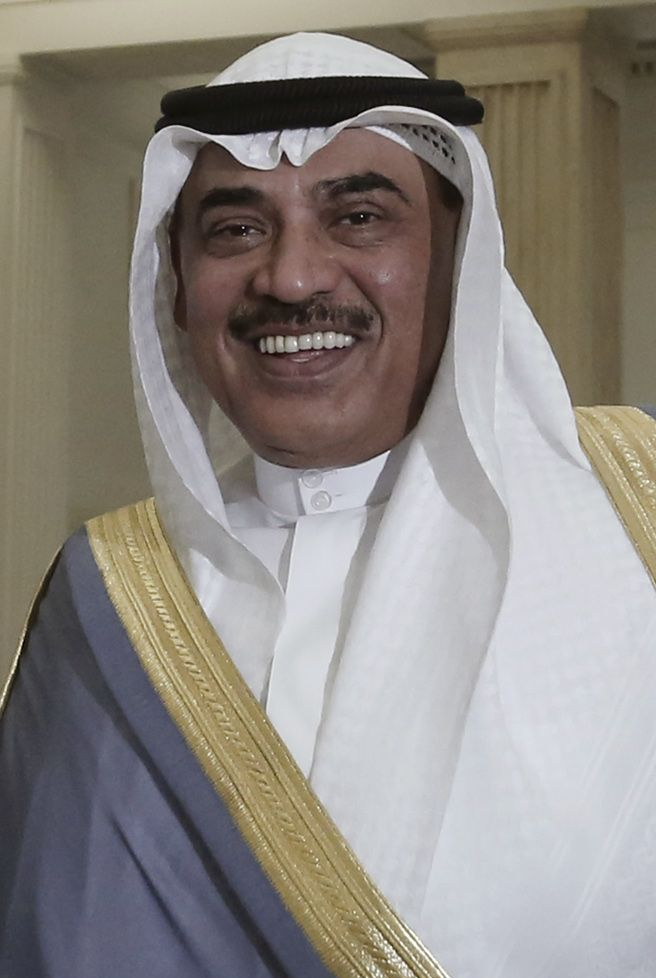
Le Premier ministre Sabah al-Khaled al-Sabah.

Les élections législatives de septembre 2022 voient la victoire de l'opposition, qui se retrouve en position de force vis-à-vis de l'émir pour demander la nomination d'un gouvernement ayant l'appui de l'Assemblée nationale, en remplacement de celui du Premier ministre Sabah al-Khaled al-Sabah, choisi par l'émir. Un total de vingt députés pro-gouvernementaux perdent leurs sièges, dont trois anciens ministres. L'opposition totalise ainsi 28 sièges sur 50. Deux femmes sont par ailleurs élues, là où aucune ne l'avait emporté aux élections précédentes. la progression des islamistes du Mouvement constitutionnel islamique est également remarquée,. 
L'émir Nawaf al-Ahmad al-Jaber al-Sabah perd ainsi son pari, la dissolution du parlement aboutissant à un renforcement de l'opposition parlementaire, et à un affaiblissement du gouvernement d'Ahmad Nawaf al-Ahmad al-Sabah. Si ce dernier parvient malgré tout à se maintenir avec le soutien de l'émir, son gouvernement formé en octobre 2022 fait les frais des nombreux désaccords avec l'assemblée, et finit par présenter sa démission en janvier 2023. Il s'agit alors du sixième gouvernement koweïtien en trois ans.
Le résultat des élections fait cependant l'objet de plusieurs recours, qui conduisent la Cour constitutionnelle à décider le 19 mars 2023 l'annulation des résultats des élections de 2022, jugeant que le décret de dissolution de l'assemblée sortante comportait des erreurs et n'a donc pas suivi la procédure prévue par la constitution. L'assemblée élue en 2020 est par conséquent rétablie,. Face à cette situation politiquement intenable, l'émir décide le 3 mai de convoquer de nouvelles élections, fixées au 6 juin 2023,.

## Système électoral

Bâtiment de l'assemblée à Koweït

Le parlement unicaméral du Koweït, l’Assemblée nationale, est composé de 50 à 65 membres dont 50 élus pour quatre ans au vote unique non transférable dans cinq circonscriptions de dix sièges chacune. Chaque électeur vote dans sa circonscription pour un candidat, et les dix candidats ayant recueilli le plus de voix dans chacune d'elles sont déclarés élus.
L'assemblée est composée d'un nombre variable de parlementaires ex officio en raison de l'incorporation des membres du gouvernement, qui en sont membres de droit. Le Premier ministre doit cependant obligatoirement être l'un des députés élus, et le nombre de membres du gouvernement — Premier ministre compris — est limité au tiers du total des parlementaires élus au scrutin direct, soit 16 membres, ce qui porte le total maximal des membres de l'assemblée à 65. Les membres du gouvernement obtiennent le droit de participer aux votes de l'assemblée, à l'exception des motions de confiance. Les députés élus sont également concernés par cette limitation s'ils deviennent membres du gouvernement, mais redeviennent simples députés s'ils le quittent,.

## Résultats
|                          |                                     |         |       |        |  |  |  |  |  |
| Parti                    | Parti                               | Voix    | %     | Sièges |  |  |  |  |  |
|                          | Bloc d'action populaire             | 14 436  | 3,07  | 1      |  |  |  |  |  |
|                          | Taalof                              | 13 649  | 2,90  | 2      |  |  |  |  |  |
|                          | Alliance salafiste islamique        | 13 191  | 2,80  | 3      |  |  |  |  |  |
|                          | Mouvement constitutionnel islamique | 11 031  | 2,35  | 3      |  |  |  |  |  |
|                          | Alliance pour la justice et la paix | 4 608   | 0,98  | 0      |  |  |  |  |  |
|                          | Indépendants                        | 413 454 | 87,90 | 41     |  |  |  |  |  |
|                          |                                     |         |       |        |  |  |  |  |  |
| Total                    | Total                               | 470 369 | 100   | 50     |  |  |  |  |  |
| Abstentions              | Abstentions                         | 323 277 | 40,83 |        |  |  |  |  |  |
| Inscrits / participation | Inscrits / participation            | 793 646 | 59,27 |        |  |  |  |  |  |

## Analyse
La participation s'établit à 59,27 % avec 470 369 votants pour 793 646 inscrits. Le Mouvement constitutionnel islamique et l'Alliance islamique salafi obtiennent trois sièges chacun et le Taalof deux, les quarante-deux sièges restant revenant à des élus indépendants. Sur ce total, 29 sièges dont les 12 des partis islamistes sont obtenus par des candidats d'opposition, qui réunit ainsi la majorité absolue. Une seule femme est par ailleurs élue. L'opposition sort ainsi  renforcée du scrutin, au détriment des candidats liés à la famille de l'émir.
Les membres de l'assemblée nationale élus en 2023 sont très largement ceux élus l'année précédente, un résultat attribué au sentiment parmi la population que l'assemblée sortante n'a pas eu le temps de faire ses preuves, et qu'elle n'est pas responsable de la tenue anticipée du scrutin, à l’inverse du gouvernement jugé responsable du blocage politique.
L'émir Nawaf al-Ahmad al-Jaber al-Sabah meurt le 16 décembre 2023, laissant le trône à son demi-frère Mechaal al-Ahmad al-Jaber al-Sabah, âgé de 83 ans. La nouvelle législature voit néanmoins très rapidement se poursuivre le conflit qui opposait son prédécesseur aux parlementaires. Le 4 janvier 2024, le nouvel émir nomme au poste de Premier ministre Muhammad al-Sabah al-Salim al-Sabah, qui devient le premier membre de la famille royale issu de la lignée du cheikh Salim Ier à occuper cette fonction. Sa prise de serment le 16 janvier est suivie de la formation du gouvernement, qui est présenté à l'Assemblée nationale le 6 février. L'émir prononce à cette occasion un discours dans lequel il critique le manque d'entente entre le gouvernement et l'Assemblée, qu'il qualifie de manquement à leurs « obligations nationales », et les accuse de nuire aux intérêts de l'État et de la population. L'un des députés, Abdul Karim Al Kandari, prononce en retour un discours dans lequel il fait référence aux critiques faites par l'émir. Ces remarques d'un simple parlementaire semblant répondre directement au monarque sont interprétées comme une insulte envers l'émir par les membres du gouvernement, qui boycottent la séance parlementaire du 14 février. Le Premier ministre propose alors la dissolution de l'Assemblée nationale, qui est approuvée par le gouvernement avant d'être présentée à l'émir. Celui-ci la prononce par décret royal le 16 février, ouvrant la voix à de nouvelles élections dans les deux mois,.